# Wisconsin State Assembly

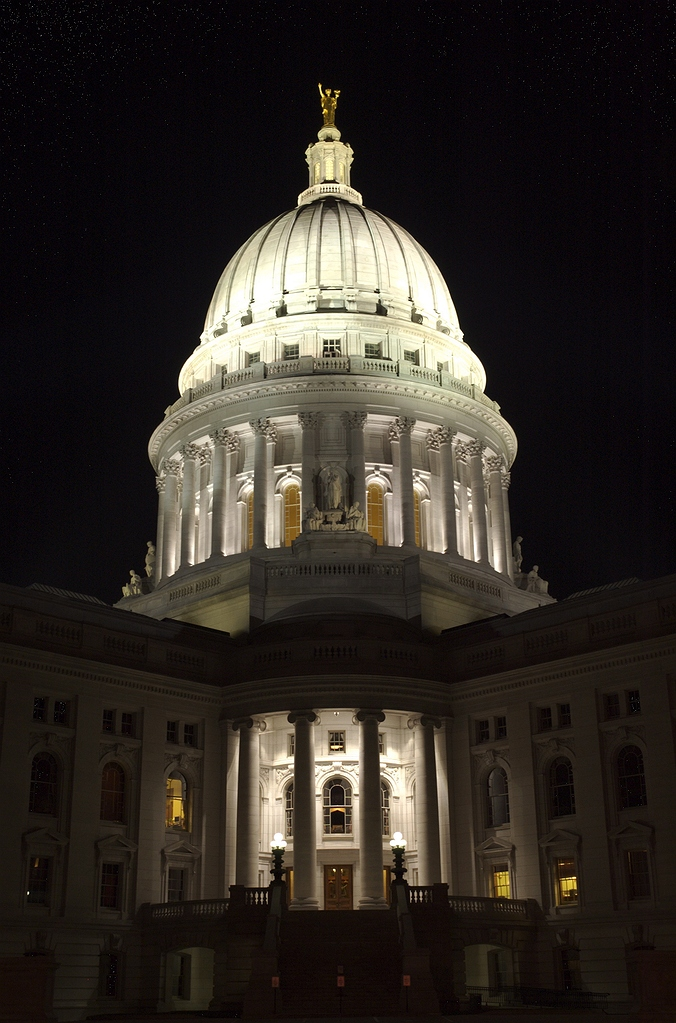
Wisconsin State Capitol bei Nacht

Die Wisconsin State Assembly ist das Unterhaus der Wisconsin Legislature, der Legislative des US-Bundesstaates Wisconsin.
Die Abgeordnetenzahl in der Parlamentskammer liegt seit einer Begrenzung zwischen 54 und 100 Mitgliedern. Derzeit ist Wisconsin in 99 Wahldistrikte unterteilt, die jeweils einen Abgeordneten für die Assembly stellen. Die Abgeordneten werden jeweils im Herbst für zweijährige Amtszeiten gewählt. Sollte ein Sitz in der Assembly zwischen den Wahlen frei werden, darf er nur durch eine Nachwahl neu besetzt werden.
Der Sitzungssaal der Assembly befindet sich im Westflügel des Wisconsin State Capitol Building in der Hauptstadt Madison.

## Gehalt und Vergünstigungen
Abgeordnete, die ab Herbst 2002 neu gewählt oder wiedergewählt werden, beziehen eine Abgeordnetenentschädigung in Höhe von 45.569 Dollar pro Jahr. Zusätzlich können die Abgeordneten, wenn sie in Madison wegen Staatsgeschäften sind, 88 Dollar pro Tag als Lebensunterhaltskosten beziehen. Dies gilt jedoch nicht für Abgeordnete aus dem Dane County. Ihnen werden bis zu 44 Dollar als Unkosten bewilligt. Jeder Abgeordnete erhält auch 75 Dollar pro Monat als „Out-of-session“-Bezahlung, wenn in diesem Zeitraum die Legislative drei Tage oder weniger tagt. Darüber hinaus wird jedem Abgeordneten in einem Zeitraum von zwei Jahren ein Betrag von 12.000 Dollar zugeteilt, um die allgemeinen Geschäftskosten für Drucksachen, Porto und Distriktssendungen abzudecken.

## Struktur der Kammer
Vorsitzender des Repräsentantenhauses ist der Speaker of the House. Er wird zunächst von der Mehrheitsfraktion der Kammer gewählt, ehe die Bestätigung durch das gesamte Parlament folgt. Der Speaker ist auch für den Ablauf der Gesetzgebung verantwortlich und überwacht die Abstellungen in die verschiedenen Ausschüsse. Weitere wichtige Amtsinhaber sind der Mehrheitsführer (Majority leader) und der Oppositionsführer (Minority leader), die von den jeweiligen Fraktionen gewählt werden.

### Zusammensetzung nach der Wahl im Jahr 2022
| Partei | Partei                 | Abgeordnete |
| ------ | ---------------------- | ----------- |
|        | Republikanische Partei | 64          |
|        | Demokratische Partei   | 35          |
| Summe  | Summe                  | 99          |

### Wichtige Mitglieder
| Position                            | Name           | Partei       |
| ----------------------------------- | -------------- | ------------ |
| Speaker                             | Robin Vos      | Republikaner |
| Speaker pro tempore                 | Kevin Petersen | Republikaner |
| Mehrheitsführer (Majority Leader)   | Tyler August   | Republikaner |
| Oppositionsführer (Minority Leader) | Greta Neubauer | Demokraten   |